# Athletic Club Sparta Praha fotbal (femminile)
L'Athletic Club Sparta Praha fotbal, Ženy, noto in Europa semplicemente come Sparta Praha e in Italia come Sparta Praga, è la sezione di calcio femminile dell'omonima società polisportiva ceca con sede a Praga.

## Storia
La squadra è stata fondata nel 1970, nell'allora Cecoslovacchia, dall'omonimo club maschile, al quale è affiliata a livello societario.
Insieme alle rivali cittadine dello Slavia Praga è la squadra che domina la I. liga žen, il massimo livello del campionato di calcio femminile ceco. In particolare, per due volte ha vinto nove campionati consecutivamente interrotti nel biennio 2002-2004 dalle vittorie dello Slavia Praga. Grazie a questa serie di campionati vinti ha disputato molteplici edizioni della UEFA Women's Champions League, ottenendo il miglior risultato nell'edizione 2005-2006 con il raggiungimento dei quarti di finale.

## Palmarès
come Cecoslovacchia:
- Campionato cecoslovacco (girone ceco): 12

1975-1976, 1976-1977, 1977-1978, 1979-1980, 1980-1981, 1981-1982, 1983-1984, 1984-1985, 1985-1986, 1988-1989, 1989-1990, 1990-1991
- Campione assoluto di Cecoslovacchia[2]: 3

1988-1989, 1989-1990, 1990-1991
come Repubblica Ceca:
- Campionato ceco: 21

1993-1994, 1994-1995, 1995-1996, 1996-1997, 1997-1998, 1998-1999, 1999-2000, 2000-2001, 2001-2002, 2004-2005, 2005-2006, 2006-2007, 2007-2008, 2008-2009, 2009-2010, 2010-2011, 2011-2012, 2012-2013, 2017-2018, 2018-2019, 2020-2021
- Coppa della Repubblica Ceca: 10

2007-2008, 2008-2009, 2009-2010, 2010-2011, 2011-2012, 2012-2013, 2014-2015, 2016-2017, 2017-2018, 2018-2019

## Statistiche

### Risultati nelle competizioni UEFA
| Stagione | Competizione     | Fase                         | Avversario          | Risultato | Risultato | Risultato        |
| Stagione | Competizione     | Fase                         | Avversario          | andata    | ritorno   | aggregato        |
| -------- | ---------------- | ---------------------------- | ------------------- | --------- | --------- | ---------------- |
| 2001-02  | UEFA Women's Cup | fase a gironi                | Umeå IK             | 0-1       | 0-1       | 0-1              |
| 2001-02  | UEFA Women's Cup | fase a gironi                | 1. FC Femina        | 1-0       | 1-0       | 1-0              |
| 2001-02  | UEFA Women's Cup | fase a gironi                | Grand Hotel Varna   | 7-0       | 7-0       | 7-0              |
| 2002-03  | UEFA Women's Cup | fase a gironi                | Visa Tallinn        | 6–1       | 6–1       | 6–1              |
| 2002-03  | UEFA Women's Cup | fase a gironi                | KÍ Klaksvík         | 4–0       | 4–0       | 4–0              |
| 2002-03  | UEFA Women's Cup | fase a gironi                | Umeå IK             | 1-6       | 1-6       | 1-6              |
| 2005-06  | UEFA Women's Cup | fase a gironi, primo turno   | Clujana             | 1-1       | 1-1       | 1-1              |
| 2005-06  | UEFA Women's Cup | fase a gironi, primo turno   | Gintra              | 8-0       | 8-0       | 8-0              |
| 2005-06  | UEFA Women's Cup | fase a gironi, primo turno   | Universitet Vitebsk | 3-0       | 3-0       | 3-0              |
| 2005-06  | UEFA Women's Cup | fase a gironi, secondo turno | Gömrükçü Baku       | 3–0       | 3–0       | 3–0              |
| 2005-06  | UEFA Women's Cup | fase a gironi, secondo turno | 1. FFC Francoforte  | 1-1       | 1-1       | 1-1              |
| 2005-06  | UEFA Women's Cup | fase a gironi, secondo turno | LUwin.ch            | 1-0       | 1-0       | 1-0              |
| 2005-06  | UEFA Women's Cup | quarti di finale             | Djurgården/Älvsjö   | 0-2       | 0-0       | 0-2              |
| 2006-07  | UEFA Women's Cup | fase a gironi, secondo turno | Saestum             | 1-3       | 1-3       | 1-3              |
| 2006-07  | UEFA Women's Cup | fase a gironi, secondo turno | Rapide Wezemaal     | 2-4       | 2-4       | 2-4              |
| 2006-07  | UEFA Women's Cup | fase a gironi, secondo turno | Turbine Potsdam     | 0-4       | 0-4       | 0-4              |
| 2007-08  | UEFA Women's Cup | fase a gironi, primo turno   | Clujana             | 1–1       | 1–1       | 1–1              |
| 2007-08  | UEFA Women's Cup | fase a gironi, primo turno   | AEK Kokkinochovion  | 19–0      | 19–0      | 19–0             |
| 2007-08  | UEFA Women's Cup | fase a gironi, primo turno   | Maccabi Holon       | 4-3       | 4-3       | 4-3              |
| 2007-08  | UEFA Women's Cup | fase a gironi, secondo turno | Kolbotn             | 1-3       | 1-3       | 1-3              |
| 2007-08  | UEFA Women's Cup | fase a gironi, secondo turno | Brøndby             | 1-2       | 1-2       | 1-2              |
| 2007-08  | UEFA Women's Cup | fase a gironi, secondo turno | Olympique Lione     | 1-2       | 1-2       | 1-2              |
| 2008-09  | UEFA Women's Cup | fase a gironi, primo turno   | Tienen              | 3-0       | 3-0       | 3-0              |
| 2008-09  | UEFA Women's Cup | fase a gironi, primo turno   | Skiponjat           | 9–0       | 9–0       | 9–0              |
| 2008-09  | UEFA Women's Cup | fase a gironi, primo turno   | Levante             | 0–0       | 0–0       | 0–0              |
| 2009-10  | Champions League | sedicesimi di finale         | Alma-KTZh           | 0-1       | 2-0       | 2-1              |
| 2009-10  | Champions League | ottavi di finale             | Arsenal             | 0-3       | 0-2       | 0-5              |
| 2010-11  | Champions League | sedicesimi di finale         | Sint-Truiden        | 3-0       | 7-0       | 10-0             |
| 2010-11  | Champions League | ottavi di finale             | Linköping           | 0-2       | 0-1       | 0-3              |
| 2011-12  | Champions League | sedicesimi di finale         | Apollōn Lemesou     | 2-2       | 2-1       | 4-3              |
| 2011-12  | Champions League | ottavi di finale             | Olympique Lione     | 0-6       | 0-6       | 0-12             |
| 2012-13  | Champions League | sedicesimi di finale         | SFK 2000            | 3-0       | 3-0       | 6-0              |
| 2012-13  | Champions League | ottavi di finale             | Rossijanka          | 0-1       | 2-2       | 2-3              |
| 2013-14  | Champions League | sedicesimi di finale         | Zürigo              | 1-2       | 1-1       | 2-3              |
| 2014-15  | Champions League | sedicesimi di finale         | Gintra              | 1-1       | 1-1       | 2-2 (4-5 d.c.r.) |
| 2016-17  | Champions League | sedicesimi di finale         | Twente              | 0-2       | 1-3       | 1-5              |
| 2017-18  | Champions League | sedicesimi di finale         | PAOK                | 5-0       | 3-0       | 8-0              |
| 2017-18  | Champions League | ottavi di finale             | Linköping           | 1-1       | 0-3       | 1-4              |

## Organico

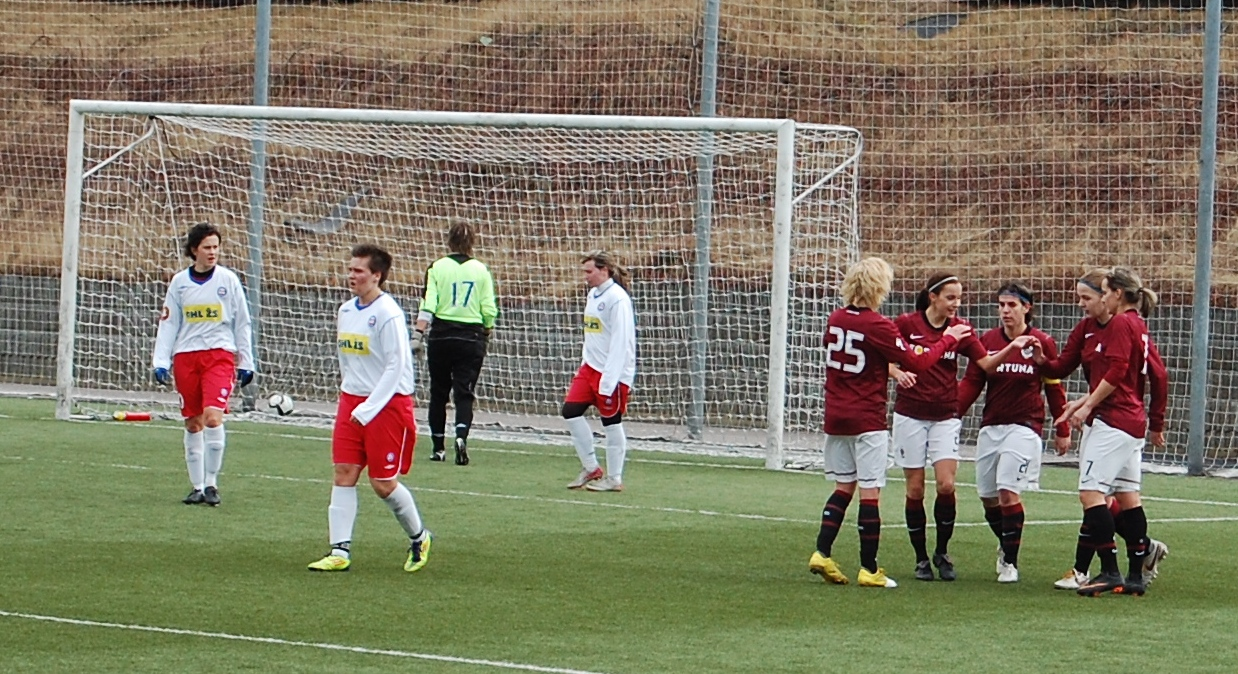
Lo Sparta esulta per una rete durante la Coppa 2011-2012.

### Rosa 2023-2024
Rosa, ruoli e numeri di maglia tratti dal sito ufficiale, aggiornati al 21 agosto 2023.
| N. |                      | Ruolo | Calciatrice                  |
| -- | -------------------- | ----- | ---------------------------- |
| 1  | Giamaica (bandiera)  | P     | Sydney Schneider             |
| 3  | Canada (bandiera)    | A     | Tristan Corneil              |
| 4  | Rep. Ceca (bandiera) | C     | Petra Bertholdová (capitano) |
| 5  | Rep. Ceca (bandiera) | D     | Kateřina Kotrčová            |
| 6  | Rep. Ceca (bandiera) | D     | Aneta Dědinová               |
| 7  | Rep. Ceca (bandiera) | A     | Lucie Martínková             |
| 8  | Rep. Ceca (bandiera) | C     | Anna Bárková                 |
| 9  | Rep. Ceca (bandiera) | D     | Eva Bartoňová                |
| 10 | Rep. Ceca (bandiera) | C     | Aneta Pochmanová             |
| 11 | Rep. Ceca (bandiera) | C     | Barbora Polcarová            |
| 12 | Rep. Ceca (bandiera) | C     | Eliška Sonntagová            |
| 14 | Rep. Ceca (bandiera) | D     | Petra Vyštejnová             |
| 15 | Rep. Ceca (bandiera) | D     | Aneta Svobodová              |
| 16 | Rep. Ceca (bandiera) | C     | Markéta Ringelová            |

| N. |                        | Ruolo | Calciatrice         |
| -- | ---------------------- | ----- | ------------------- |
| 17 | Rep. Ceca (bandiera)   | A     | Tereza Kožárová     |
| 18 | Rep. Ceca (bandiera)   | C     | Radka Paulenová     |
| 19 | Rep. Ceca (bandiera)   | C     | Šarlota Truxová     |
| 20 | Rep. Ceca (bandiera)   | C     | Kateřina Bužková    |
| 21 | Stati Uniti (bandiera) | D     | Margot Ridgeway     |
| 22 | Rep. Ceca (bandiera)   | P     | Zuzana Kožuriková   |
| 23 | Rep. Ceca (bandiera)   | C     | Aneta Stibůrková    |
| 24 | Stati Uniti (bandiera) | A     | Lauren Chang        |
| 28 | Rep. Ceca (bandiera)   | A     | Klára Cvrčková      |
| 30 | Canada (bandiera)      | P     | Danielle Krzyzaniak |
| 32 | Rep. Ceca (bandiera)   | A     | Anna Šubrtová       |
| 33 | Rep. Ceca (bandiera)   | D     | Anna Dlasková       |
| 44 | Rep. Ceca (bandiera)   | A     | Julie Freislerová   |
| 83 | Canada (bandiera)      | A     | Kiyani Johnson      |

### Rosa 2022-2023
Rosa, ruoli e numeri di maglia tratti dal sito ufficiale, aggiornati al 2 settembre 2022
| N. |                        | Ruolo | Calciatrice                  |
| -- | ---------------------- | ----- | ---------------------------- |
| 3  | Stati Uniti (bandiera) | A     | Amber Tripp                  |
| 4  | Rep. Ceca (bandiera)   | C     | Petra Bertholdová (capitano) |
| 5  | Rep. Ceca (bandiera)   | D     | Kateřina Kotrčová            |
| 6  | Rep. Ceca (bandiera)   | D     | Aneta Dědinová               |
| 7  | Rep. Ceca (bandiera)   | A     | Lucie Martínková             |
| 8  | Rep. Ceca (bandiera)   | C     | Kateřina Brejšková           |
| 9  | Rep. Ceca (bandiera)   | D     | Eva Bartoňová                |
| 10 | Rep. Ceca (bandiera)   | C     | Aneta Pochmanová             |
| 11 | Rep. Ceca (bandiera)   | C     | Barbora Polcarová            |
| 12 | Rep. Ceca (bandiera)   | C     | Eliška Sonntagová            |
| 13 | Rep. Ceca (bandiera)   | P     | Alexandra Vaníčková          |
| 14 | Rep. Ceca (bandiera)   | D     | Petra Vyštejnová             |

| N. |                        | Ruolo | Calciatrice         |
| -- | ---------------------- | ----- | ------------------- |
| 15 | Rep. Ceca (bandiera)   | D     | Antonie Stárová     |
| 17 | Rep. Ceca (bandiera)   | C     | Radka Paulenová     |
| 19 | Rep. Ceca (bandiera)   | A     | Klára Ducháčková    |
| 20 | Rep. Ceca (bandiera)   | A     | Radka Hlouchová     |
| 21 | Rep. Ceca (bandiera)   | D     | Andrea Švíbková     |
| 24 | Stati Uniti (bandiera) | A     | Lauren Chang        |
| 27 | Portogallo (bandiera)  | C     | Mariana Jaleca      |
| 28 | Rep. Ceca (bandiera)   | A     | Klára Cvrčková      |
| 32 | Rep. Ceca (bandiera)   | A     | Anna Šubrtová       |
| 33 | Rep. Ceca (bandiera)   | D     | Anna Dlasková       |
| 34 | Slovacchia (bandiera)  | P     | Patrícia Chládeková |

### Rosa 2019-2020
| N. |                        | Ruolo | Calciatrice                  |
| -- | ---------------------- | ----- | ---------------------------- |
| 1  | Stati Uniti (bandiera) | P     | Megan Dorsey                 |
| 2  | Rep. Ceca (bandiera)   | D     | Adéla Odehnalová             |
| 3  | Stati Uniti (bandiera) | A     | Jorian Baucom                |
| 4  | Rep. Ceca (bandiera)   | C     | Petra Bertholdová (capitano) |
| 5  | Rep. Ceca (bandiera)   | D     | Kateřina Kotrčová            |
| 6  | Stati Uniti (bandiera) | D     | Jackie Simpson               |
| 7  | Rep. Ceca (bandiera)   | A     | Lucie Martínková             |
| 8  | Stati Uniti (bandiera) | C     | Clare Pleuler                |
| 9  | Stati Uniti (bandiera) | A     | Christina Burkenroad         |
| 10 | Rep. Ceca (bandiera)   | C     | Aneta Pochmanová             |
| 11 | Rep. Ceca (bandiera)   | C     | Adéla Radová                 |
| 12 | Rep. Ceca (bandiera)   | C     | Eliška Sonntagová            |
| 13 | Rep. Ceca (bandiera)   | P     | Alexandra Vaníčková          |
| 14 | Rep. Ceca (bandiera)   | D     | Petra Vyštejnová             |

| N. |                      | Ruolo | Calciatrice         |
| -- | -------------------- | ----- | ------------------- |
| 15 | Cipro (bandiera)     | C     | Christiana Solomou  |
| 16 | Rep. Ceca (bandiera) | C     | Markéta Ringelová   |
| 17 | Rep. Ceca (bandiera) | C     | Tereza Koubová      |
| 18 | Rep. Ceca (bandiera) | D     | Natálie Kavalová    |
| 20 | Rep. Ceca (bandiera) | C     | Kateřina Bužková    |
| 23 | Rep. Ceca (bandiera) | A     | Karolína Křivská    |
| 24 | Rep. Ceca (bandiera) | P     | Sára Vršatová       |
| 26 | Rep. Ceca (bandiera) | C     | Gabriela Matoušková |
| 27 | Rep. Ceca (bandiera) | C     | Irena Martínková    |
| 28 | Rep. Ceca (bandiera) | A     | Klára Cvrčková      |
| 29 | Rep. Ceca (bandiera) | C     | Pavlína Nepokojová  |
| 33 | Rep. Ceca (bandiera) | D     | Anna Dlasková       |
| 77 | Rep. Ceca (bandiera) | P     | Ivana Pižlová       |
|    | Rep. Ceca (bandiera) | P     | Anna Pučová         |